# 決断の3時10分
『決断の3時10分』（けつだんのさんじじゅっぷん、3:10 to Yuma）は、1957年のアメリカ合衆国の西部劇映画。監督はデルマー・デイヴィス、出演はグレン・フォードとヴァン・ヘフリンなど。原作はエルモア・レナードが1953年3月に発表した短編小説『三時十分発ユマ行き』。
2007年に『3時10分、決断のとき』としてリメイクされている。なお、原題はリメイクも同じ『3:10 to Yuma』。

## ストーリー
アリゾナ荒原で今日もウェイド（グレン・フォード）一味は、家畜の群を使ってバターフィールドの乗った駅馬車を襲う。そんな彼らを目撃しても貧乏牧場主のダン（ヴァン・ヘフリン）は見て見ぬふりを決め込む。ウェイド一味はビズビーの酒場にやってきて、自分たちの素性を隠し駅馬車が襲われて死人が出たと告げ、保安官ら町の住民は悪党を捕まえに町を出る。そのすきにウェイド一味はバラバラになってメキシコ国境を越えて逃げようとするが、ウェイドは酒場の女を口説くため酒場に残る。牧場主のダンは酒場に入り、ウェイドに向かってウェイド一味に家畜の牛を蹴散らされて集めるのに苦労したと言って注意を引き、2ドル、4ドル、6ドルと金をせびる。8ドルまで来たときに保安官達がウェイドを逮捕する。実際ダンは金に困っており、襲われたが命は助かったバターフィールドがウェイドを護送する者に支払うと言った200ドルのために、その役割を買って出る。
牢獄のあるユマにはコンテンションシティーから3時10分の列車が出ている。コンテンションシティーまでウェイドを護送するには、彼の子分たちの眼を逃れなければならない。ウェイドを駅馬車に乗せてダンの家の前まできたときに、駅馬車が溝にはまった演技をして、そのすきにウェイドをダンの家に隠す。ウェイド一味はまんまと騙されて駅馬車を追う。ダンの家での夕食のあと、ウェイドを護送してコンテンションシティーに向かう。ダンはウェイドをホテルに監禁、3時10分発のユマ行の汽車を待つが発車までまだ2時間もある。そこにウェイドの子分プリンスが仲間を集めてダンの前に現れる。さらにウェイドは、ダンが金を欲していると分かると「逃がしてくれたら1万ドルやるよ」と言う。ダンは心が揺らぐ。町の者はウェイドに恨みを抱いているが、自分たちの生活もあるため直接の利害関係のないウェイドの護送に協力的ではない。ウェイドを殺そうとやってきた町の男もウェイドを殺すことをダンに阻止されると協力せずに去ってしまう。バターフィールドが金で雇った者達も、一味は３人と聞いていたのに７人も居るんじゃ命が惜しいと言って去る。ウェイドの７人の手下とダン１人の戦いの構図となるが、ここにダンの妻アリスが駆けつけ、ウェイドはその姿に心を打たれる。3時10分発の列車が遅れずに町にやってくる。ダンはショットガン一つでウェイドを護送しその列車に乗せなくてはならない。
手下との行き詰まる攻防の末、列車のそばまで来るが、列車は動き出す。蒸気に包まれる７人の手下、ウェイドとダン、動く列車。貨物車の扉が開いていて、ウェイドはダンに俺を信じて飛び乗れと言う。そのまま逃げることもできたろうに、ウェイドは列車に飛び乗り、ダンも飛び乗る。追いかけてきたウェイドの腹心のプリンスはダンに撃たれる。ダンはウェイドになぜこんなことをしたのかと尋ね、ウェイドはホテルで命を助けられたしユマなら脱獄したことがあるからなとうそぶく。折しも、西部の者が待望している雨が降り始め、雨の中でダンの妻は馬に乗って列車を見送る。

## 登場人物
- ベン・ウェイド: グレン・フォード - 強盗一味のボス。
- ダン・エヴァンス: ヴァン・ヘフリン - 貧しい牧場主。金のためにベンの護送役に志願。
- エミー: フェリシア・ファー（英語版） - 酒場の女。ベンと愛し合う。
- アリス・エヴァンス: レオラ・ダナ（英語版） - ダンの妻。
- アレックス・ポッター: ヘンリー・ジョーンズ - ベンの護送に志願した飲んだくれ。
- チャーリー・プリンス: リチャード・ジャッケル - ベンの部下。
- バターフィールド: ロバート・エムハート（英語版） - ベンに襲われた駅馬車のオーナー。
- ボブ・ムーンズ: シェリダン・コメラーテ - ベンに殺された御者ビル・ムーンズの息子。
- マック（バーテンダー）: ジョージ・ミッチェル（英語版） - エミーの雇い主。酒場の主人で金貸し。
- アーニー・コリンズ: ロバート・エレンスタイン（英語版）
- ビズビーの保安官: フォード・レイニー（英語版）
- マーク・エヴァンス: ジェリー・ハートルベン - ダンの息子。

## キャスト
| 役名                   | 俳優                     | 吹替                                                                         |
| 役名                   | 俳優                     | NETテレビ版                                                                  |
| ---------------------- | ------------------------ | ---------------------------------------------------------------------------- |
| ベン・ウェイド         | グレン・フォード         | 木村幌                                                                       |
| ダン・エヴァンス       | ヴァン・ヘフリン         | 納谷悟朗                                                                     |
| アリス・エヴァンス     | レオラ・ダナ             | 藤波京子                                                                     |
| バターフィールド       | ロバート・エムハート     | 滝口順平                                                                     |
| チャーリー・プリンス   | リチャード・ジャッケル   | 中田浩二                                                                     |
| アレックス・ポッター   | ヘンリー・ジョーンズ     | 雨森雅司                                                                     |
| エミー                 | フェリシア・ファー       | 平井道子                                                                     |
| マーク・エヴァンス     | ジェリー・ハートルベン   | 野沢雅子                                                                     |
| ボブ・ムーンズ         | シェリダン・コメラーテ   |                                                                              |
| マック（バーテンダー） | ジョージ・ミッチェル     |                                                                              |
| アーニー・コリンズ     | ロバート・エレンスタイン |                                                                              |
| ビスビーの保安官       | フォード・レイニー       |                                                                              |
| 不明 その他            |                          | 加藤精三 北村弘一 青野武 山本嘉子 清川元夢 中島喜美栄 渡部猛 緑川稔 島木綿子 |
|                        |                          |                                                                              |
| 演出                   | 演出                     | 春日正伸                                                                     |
| 翻訳                   | 翻訳                     | 鈴木導                                                                       |
| 効果                   | 効果                     | PAG                                                                          |
| 調整                   |                          |                                                                              |
| 制作                   | 制作                     | グロービジョン                                                               |
| 解説                   | 解説                     | 淀川長治                                                                     |
| 初回放送               | 初回放送                 | 1972年8月20日 『日曜洋画劇場』                                               |

## 製作
撮影期間は1956年11月28日から1957年1月17日である。

## 作品の評価
Rotten Tomatoesによれば、28件の評論のうち高評価は96%にあたる27件で、平均点は10点満点中7.6点となっている。